# Rahimabad-e Sofla
Rahimabad-e Sofla (perski: رحيمابادسفلي) – wieś w Iranie, w ostanie Kermanszah. W 2006 roku miejscowość liczyła 141 mieszkańców w 32 rodzinach.